# Braun Géza
Braun Géza Árpád (Eger, 1896. január 17. – New York, 1978. július 11.) vegyészmérnök, farmakológus, egyetemi tanár. 

## Élete
Braun Károly (1834–1904) egri földbirtokos, bortermelő és Sztupka Mária fia. Középiskoláit szülővárosában végezte és mint tartalékos tiszt harcolt az első világháborúban, ahol megsebesült. A budapesti Műegyetemen 1922-ben vegyészmérnöki, majd 1925-ben műszaki doktori oklevelet szerzett. 1922 és 1925 között a Műegyetem Szerves Kémia Tanszékén gyakornokként dolgozott Zemplén Géza mellett, majd tanársegéd lett. 1925–26-ban az egyetem adjunktusa volt. 1928-ban Rockefeller-ösztöndíjas volt a Chicagói Egyetemen. Itt kidolgozta a cukornád termeléséből korszerűen nyerhető legnagyobb cukormennyiség szisztémáját. 1929-ben hazatért, de egy évvel később a Harvard Egyetem Jeremias Smith Foundation-ösztöndíjával ismét az USA-ba ment, ahol az egyetem szerves kémia tanszékének professzora lett. Itt a szívgyógyszer-alapanyag kutatások foglalkoztatták. Brooklynban önálló laboratóriumot (National Biochemical Corp.) rendezett be, ahol digitálisz-készítményével tett szert jelentős vagyonra. Tagja volt az American Chemical Societynek és a New York-i Tudományos Akadémiának. Hamvait Eger hatvani temetőjében helyezték el. Vagyonát az Egri vár restaurálására hagyta. Felesége Szécskay Lenke (1918–1987) volt.

## Főbb művei
- Organic Synthesis (New York, 1934)